# Robert Ri’chard
Robert Andrew Ri’chard (ur. 7 stycznia 1983 w Los Angeles) – amerykański aktor i producent filmowy pochodzenia kreolskiego.

## Życiorys
Urodził się w Los Angeles w Kalifornii jako syn Beverly i Andrew Ri’chardów. Uczęszczał do Palms Middle School w Los Angeles. Jego pasją stała się gra w koszykówkę, piłkę nożną i baseball.
Karierę aktorską rozpoczął w wieku 10 lat jako Brian w jednym z odcinków sitcomu ABC Gdzie mieszkam (Where I Live, 1993) z Shaunem Bakerem. W 1998 zdobył nagrodę Emmy za wybitny występ w programie dla dzieci i był nominowany do Young Artist Award za rolę Claya Crosby’ego w dramacie telewizyjnym Hallmark Channel W butach swego ojca (In His Father’s Shoes, 1997) z Louisem Gossettem Jr. i Barbarą Eve Harris. Rola Bobby’ego Walkera w serialu dla dzieci Nickelodeon Kuzyn Skeeter (Cousin Skeeter, 1998–2001) przyniosła mu trzy nominacje do Young Artist Award. Jako Zacharias „Ziggy” Malone w dreszczowcu Zbuntowana klasa (Light It Up, 1999) z Usherem i Forestem Whitakerem zdobył nominację do NAACP Image Awards. Przełomową rolą w telewizji był Arnaz Ballard w sitcomie sportowym UPN Jeden na jeden (One on One, 2001-2006). 

## Filmografia

### Filmy
- 2005: Trener (Coach Carter) jako Damien Carter
- 2005: Dom woskowych ciał jako Blake

### Seriale
- 1996: Nash Bridges jako Leo
- 1996: Dotyk anioła jako Samuel Dixon
- 1997: Podróż do Ziemi Obiecanej jako Hank
- 2001: Boston Public jako student
- 2001: On, ona i dzieciaki jako Tommy
- 2001: Dotyk anioła jako Alex Wilson
- 2005: CSI: Kryminalne zagadki Miami jako Tobey Hollins
- 2006–2007: Weronika Mars jako Mason
- 2009: Agenci NCIS jako Seaman Richard Zell
- 2013: CSI: Kryminalne zagadki Nowego Jorku jako Ray Griffin
- 2016: Lucyfer jako Josh Bryant
- 2017: iZombie jako Finn Vincible
- 2020: Imperium jako Julian